# 福建省科学技术厅
福建省科学技术厅是中华人民共和国福建省人民政府主管科学技术事务的组成部门。

## 组织机构

### 内设机构
1. 办公室
2. 政策法规处（科技创新体系建设办公室）
3. 发展计划处
4. 科研条件与财务处
5. 基础研究处
6. 高新技术与工业科技处
7. 农业科技处
8. 社会发展科技处
9. 科技成果与技术市场处
10. 对外合作处
11. 人事处
12. 机关党委[1]

### 直属事业单位
- 福建省知识产权局
- 福建省科学技术信息研究所（福建省生产力促进中心）
- 福建省测试技术研究所（福建省分析测试中心）
- 福建省微生物研究所
- 福建海洋研究所
- 福建省亚热带植物研究所
- 福建省武夷山生物研究所
- 联合国南南合作网示范基地（亚太地区食用菌培训中心）
- 福建省科技型中小企业技术创新资金管理中心
- 福建省科技发展研究中心
- 福建省科技档案馆
- 福建省科技厅星火计划办公室
- 福建省对外科技交流中心
- 福建省科技管理干部学校
- 福建省农牧业科研中试基地
- 福建省科技开发中心
- 福建省科学器材中心
- 福建省高新技术创业服务中心
- 福建省科学器材进出口公司[2]